# IC 2706
IC 2706 је појединачна звијезда у сазвјежђу Лав која се налази на листи објеката дубоког неба у Индекс каталогу.
Деклинација објекта је + 12° 32' 56" а ректасцензија 11h 18m 29,2s.